# Evenken
De Evenken (Evenks: Эвэнкил, Evenkil; Russisch: Эвенки, Evenki; Vereenvoudigd Chinees: 鄂温克族; Hanyu pinyin: Èwēnkè Zú) zijn een nomadisch Toengoezisch volk uit Noord-Azië. In Rusland wonen 38.396 Evenken (2010) en worden ze erkend als een van de inheemse volken van het Russische Noorden. In 2010 waren er 4.802 sprekers van het Evenkisch. In China (bevolking 38.701, 2000) vormen ze een van de 56 officieel erkende etnische groepen in China. In Mongolië wonen ook enkele duizenden Evenken.

## Evenken in Rusland
De Evenken waren vroeger bekend als Toengoezen. Deze benaming werd verspreid door de Russen, die het overgenomen hadden van de Jakoeten en de Siberische Tataren in de 17de eeuw. De Evenken benoemden zichzelf echter als Evenken. Dit werd ook hun officiële benaming vanaf 1931. Ze werden ook Oroken (de bewoners van de Oro(rivier), Orochon (rendierkweker) of Ile (een menselijk wezen) genoemd.
Naast Evenken staan op de lijst van inheemse volkeren van Siberië ook groepen als de Evenen (vroeger Lamoeten). Hoewel deze verwant zijn aan de Evenken, worden ze tegenwoordig beschouwd als een aparte etnische groep.
De Evenken zijn verspreid over een reusachtig gebied in de Siberische taiga vanaf de Ob in het westen tot aan de Zee van Ochotsk in het oosten en van de Noordelijke IJszee in het noorden tot Mantsjoerije en Sachalin in het zuiden. Het totale gebied bedraagt ongeveer 2.500.000 km², dat is (na dat van de Russen) het grootste woongebied. De Evenken leven in de Oblast Tjoemen, Oblast Tomsk, Kraj Krasnojarsk, Evenkië, Oblast Irkoetsk, Oblast Tsjita, Oblast Amoer, Boerjatië, Jakoetië, Kraj Chabarovsk en de Oblast Sachalin. 3802 Evenken leven in Evenkië zelf, meer dan 18.200 in Jakoetië.
Antropologisch behoren de Evenken tot de Paleosiberische groep van het Mongolische type, en stammen af van de oude Paleosiberische volken aan de Jenisej tot aan de Zee van Ochotsk. Het Evenks is de grootste van de noordelijke groep van de Toengoezische talen waartoe ook een Eveens en het Negidaals behoren.

## Evenken van China
Volgens de volkstelling van 2000 leefden 30.505 Evenken in China, als Solonen of Khamniganen. Ruim 27.000 van de Chinese Evenken leeft in het noorden van Binnen-Mongolië, nabij de stad Hailar, en 3000 Evenken wonen in Heilongjiang.

## Godsdienst
Voor hun contacten met de Russen, was de godsdienst van de Evenken Sjamanisme. Velen van hen namen ook het Tibetaans boeddhisme over. De Evenken in zowel Rusland als China zijn bekeerd tot de Russisch-orthodoxe Kerk, net als buurvolkeren zoals Evenen en andere Siberische stammen. Ze namen deze godsdienst over door de contacten tijdens de Russische expansie in Siberië.